# ヴィルヘルム (オーストリア公)
ヴィルヘルム（Wilhelm, 1370年頃 - 1406年7月15日）は、ハプスブルク家の内オーストリア公（在位：1386年 - 1406年）。シュタイアーマルク、ケルンテン、クラインを治めた。レオポルト3世と妻ヴェルデ・ヴィスコンティの間の長男。

## 生涯
ハンガリーとポーランドの王ラヨシュ1世の娘でポーランド王位を継承したヤドヴィガと婚約していたが、正式に結婚して共同王位を得ることが適わずにポーランドを追われ、ヤドヴィガはリトアニア大公ヨガイラ（ポーランド王ヴワディスワフ2世）と結婚した。
ヴィルヘルムは後に、ヤドヴィガの同族であるナポリとハンガリーの王カルロ3世の娘ジョヴァンナと結婚した。この結婚で子供は得られず、ヴィルヘルムの死後に弟エルンスト鉄公（ヤドヴィガが一時結婚相手の候補としたマゾフシェ公シェモヴィト4世の娘ツィンバルカと結婚している）とフリードリヒ4世が所領を相続した。ヴィルヘルムと死別した後にジョヴァンナは、嫡子を得られずに死去した弟ラディズラーオ1世を継いでナポリ女王となった。